# M142 HIMARS
Le M142 High Mobility Artillery Rocket System (HIMARS) est un lance-roquettes multiples de l'United States Army. Il est monté sur un camion Medium Tactical Vehicle (en), dérivé d'un véhicule du constructeur autrichien Steyr.

## Historique
Le programme d'un lance-roquettes multiples léger démarre en 1989. La première maquette du M142 HIMARS a été fabriquée en 1991 à l'aide d'un châssis de camion Medium Tactical Vehicle US de cinq tonnes. Ce cadre est encore utilisé en 2020 avec des améliorations au fil des années, dont des parebrises pare-balles.
Testé à partir de 1998, il entre en service opérationnel en juin 2005.
À partir du 11 juin 2020, le 500e M142 HIMARS est produit par Lockheed Martin Missiles and Fire Control dans une usine de Camden (Arkansas). Ce sont alors 363 lanceurs qui sont déployés au sein de l'United States Army, dont 47 dans le United States Marine Corps. En janvier 2021, environ 120 lanceurs devraient être livrés à des armées étrangères.
Début 2022, le rythme de production est de 48 lanceurs par an (quatre par mois). À la suite de l'invasion de l'Ukraine par la Russie, il est monté à 60 lanceurs par an (cinq par mois) et, en octobre 2022, Lockheed Martin annonce son intention de le porter à 96 par an (huit par mois) pour faire face à la demande due à la guerre.
En 2021 — avant que la Russie n'attaque l'Ukraine en 2022 — l'US Army déclare qu'elle cherche à porter ses moyens à 547 HIMARS. En septembre 2022, sur les exercices 2024 à 2028, l'US Army envisage un minimum de 24 nouveaux lanceurs par an et un maximum de 96, soit un total de 120 à 480 sur cinq ans.
En septembre 2022, la Roumanie détient 18 HIMARS et les États-Unis ont approuvé l'achat d'unités supplémentaires jusqu’à un total de 54. Singapour compte 18 lanceurs et la Jordanie 12. Après l'Ukraine, l'acheteur le plus notable serait peut-être Taïwan, qui prévoit d'en commander 29.

### Dans la guerre russo-ukrainienne

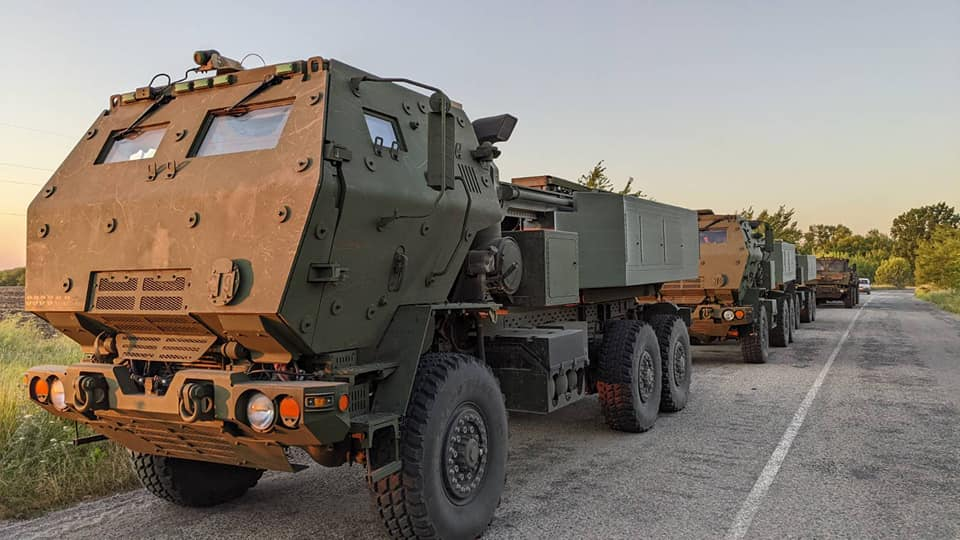
HIMARS de l'armée ukrainienne en 2022.

Le 31 mai 2022, lors de l'invasion russe de l'Ukraine par la Russie, le Président des États-Unis Joe Biden annonce l'envoi à l'Ukraine de lance-roquettes multiples M142 HIMARS. Le 23 juin, le ministre de la défense ukrainien Oleksiy Reznikov annonce la réception de ces armes en Ukraine. Le général Valeri Zaloujny déclare que le M142 permet des frappes chirurgicales sur les cibles stratégiques des forces russes : QG, dépôts de carburants et de munitions. Le M142 change le visage du champ de bataille.
De nombreux M142 déclarés comme détruits par les Russes seraient en fait des leurres, un responsable américain déclarant au Washington Post que « [les Russes] déclarent avoir détruit plus de M142 que nous n'en avons envoyés ».
En novembre 2022, les États-Unis déclarent envoyer un total de 38 HIMARS destinés à l'Ukraine, dont 20 prélevés directement sur les stocks de l'armée américaine et 18 commandés à Lockheed Martin.
Le 6 mars 2024, un M142 HIMARS chargé sur un camion de la 27e brigade de lance-roquettes ukrainienne stationné à découvert, à l'orée d'une forêt à Nykanorivka, dans l'oblast de Donetsk, à environ 40 km de la ligne de front a été détruit par un tir d'Iskander russe, après avoir été repéré par un drone d'observation,.

## Description
Le M142 HIMARS peut transporter et tirer selon la tactique de « tire et oublie » soit :
- 6 missiles sol/sol guidés GMLRS de 80-150 km de portée ;
- 1 missile balistique tactique MGM-140 ATACMS de 300 km de portée ;
- 2 Precision Strike Missiles (PrSM), qui entrent en service opérationnel en décembre 2023.

Il utilise pour cela le panier de roquettes conçu originellement pour le M270 Multiple Launch Rocket System et emploie les mêmes munitions que ce dernier. D'autres munitions sont proposées comme le « Ground-Launched Small Diameter Bomb » (GLSDB), une bombe GBU-39 sur un moteur-fusée de roquette M26, d'une portée annoncée d'environ 150 km.
L'engin est aérotransportable par l'avion C-130 américain mais aussi par l'A400M européen.

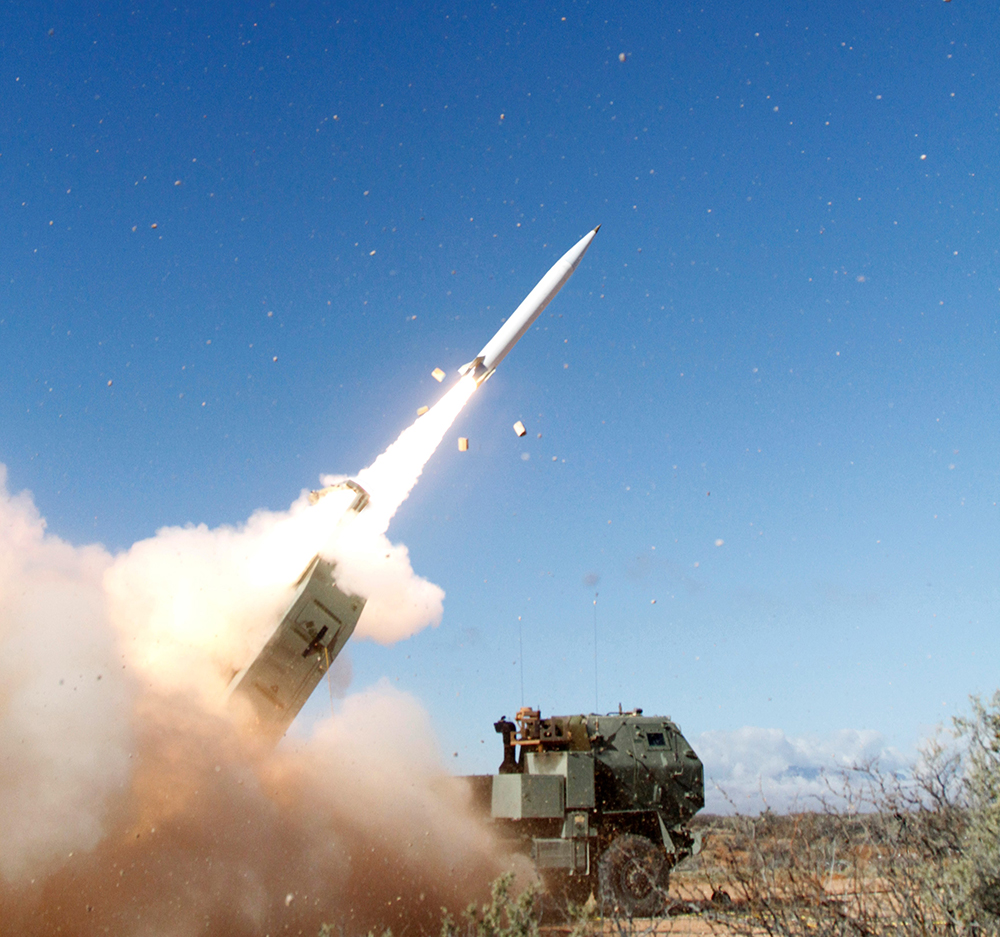
Tir du premier prototype du PrSM, le 10 décembre 2019.
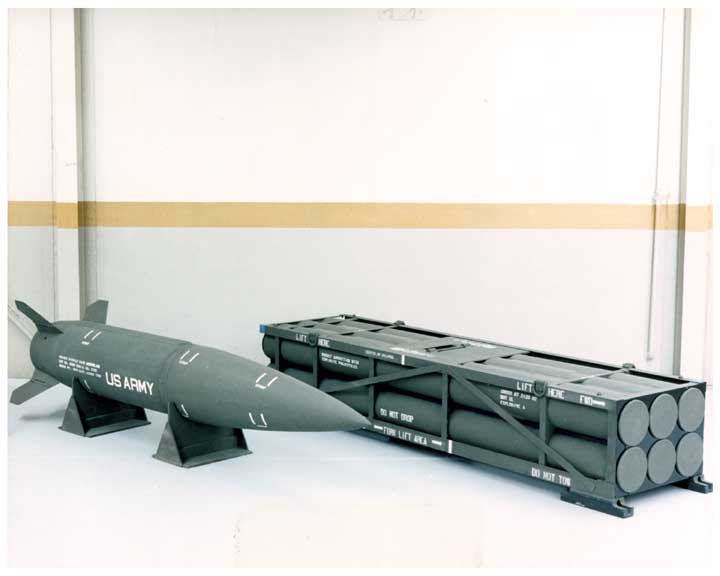
Missile balistique tactique MGM-140 ATACMS.

## Opérateurs
- États-Unis : il sert aux États-Unis avec un autre lance-roquettes multiples, le M270. En octobre 2020 :
  - 363 dans l'United States Army;
  - 47 dans le United States Marine Corps.
- Roumanie
  - 54 dans les Forces terrestres roumaines.
- Singapour
  - 24.
- Ukraine : 
  - Livraison à partir de juin 2022 aux Forces de frappes et d'artilleries ukrainiennes[15], 12 le 20 juillet 2022[16].
  - 20  au 14 octobre 2022 à partir du stock existant de l'armée américaine.
  - 18 commandés par l'Initiative d'assistance à la sécurité de l'Ukraine selon une annonce en septembre 2022 ; le délai de livraison pouvant prendre des années[2].
- Émirats arabes unis
  - 12 (contrat en 2014[17])
- Jordanie
  - 12.
- Taïwan
  - 11 (livraison en novembre 2024 , 18 supplémentaires envisagés[18])
- Australie : en mars 2025, les deux premiers HIMARS sur les 42 commandés en 2022 (20) et 2023 (22) pour 1,6 milliard de dollars australiens (927 millions d’euros) sont livrés. L'échéance initiale de livraison (2026 ou 2027) a été avancée l'année même de l'accord après une révision de sa doctrine de défense, face à la menace militaire grandissante de la Chine dans le Pacifique[19].

## Opérateurs futurs ou potentiels
- Maroc : le 11 avril 2023, le Département d'État des États-Unis approuve la vente militaire de 18 M142 HIMARS et d'équipements connexes au Royaume du Maroc, pour un coût estimé à 524,2 millions de dollars[20].
- Pologne : achat de 20 M142 HIMARS[21] finalisé le 13 février 2019 pour 414 millions de dollars (365 millions d'euros), qui devront être livrés d'ici 2025[22].

## Galerie d'images

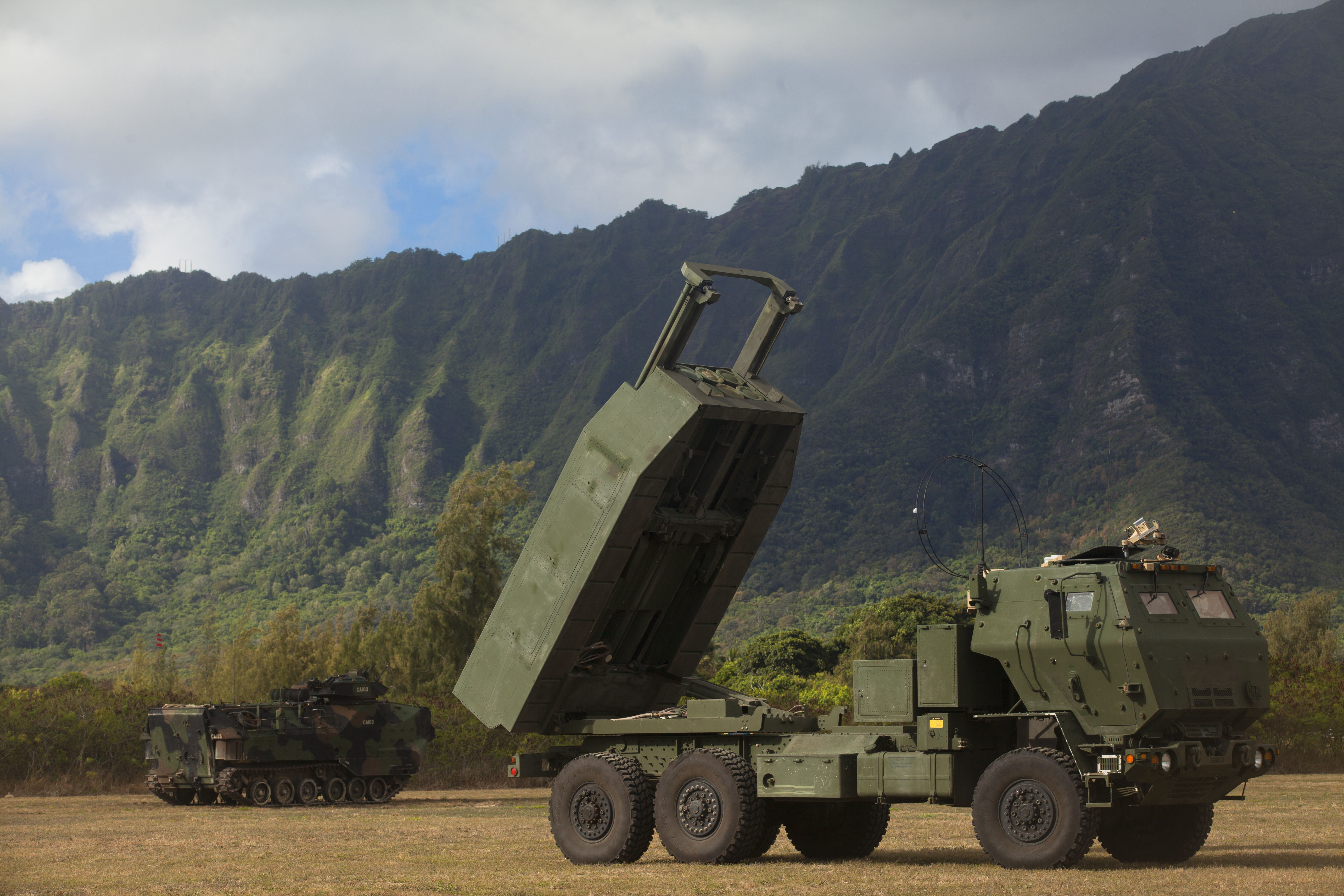
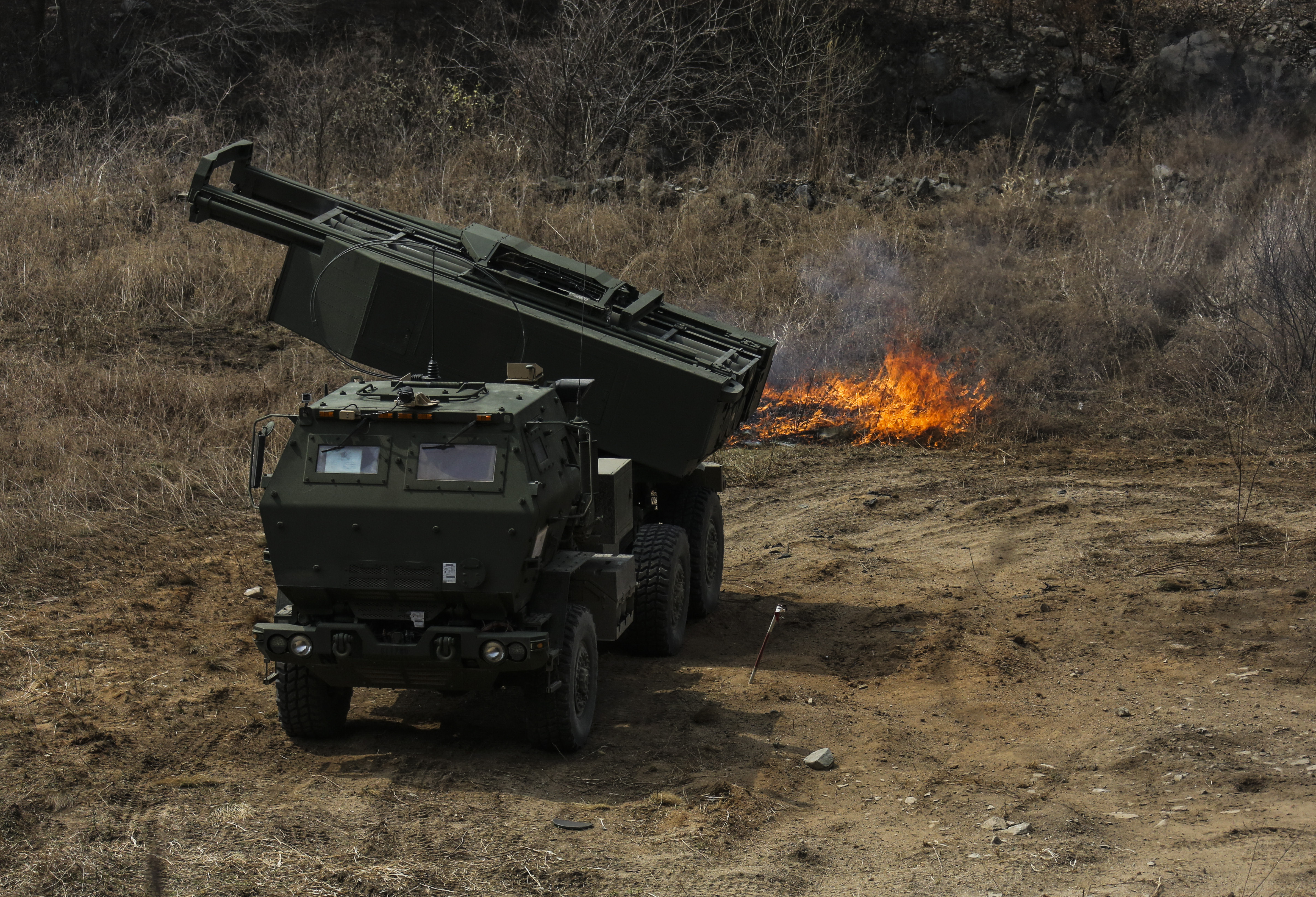
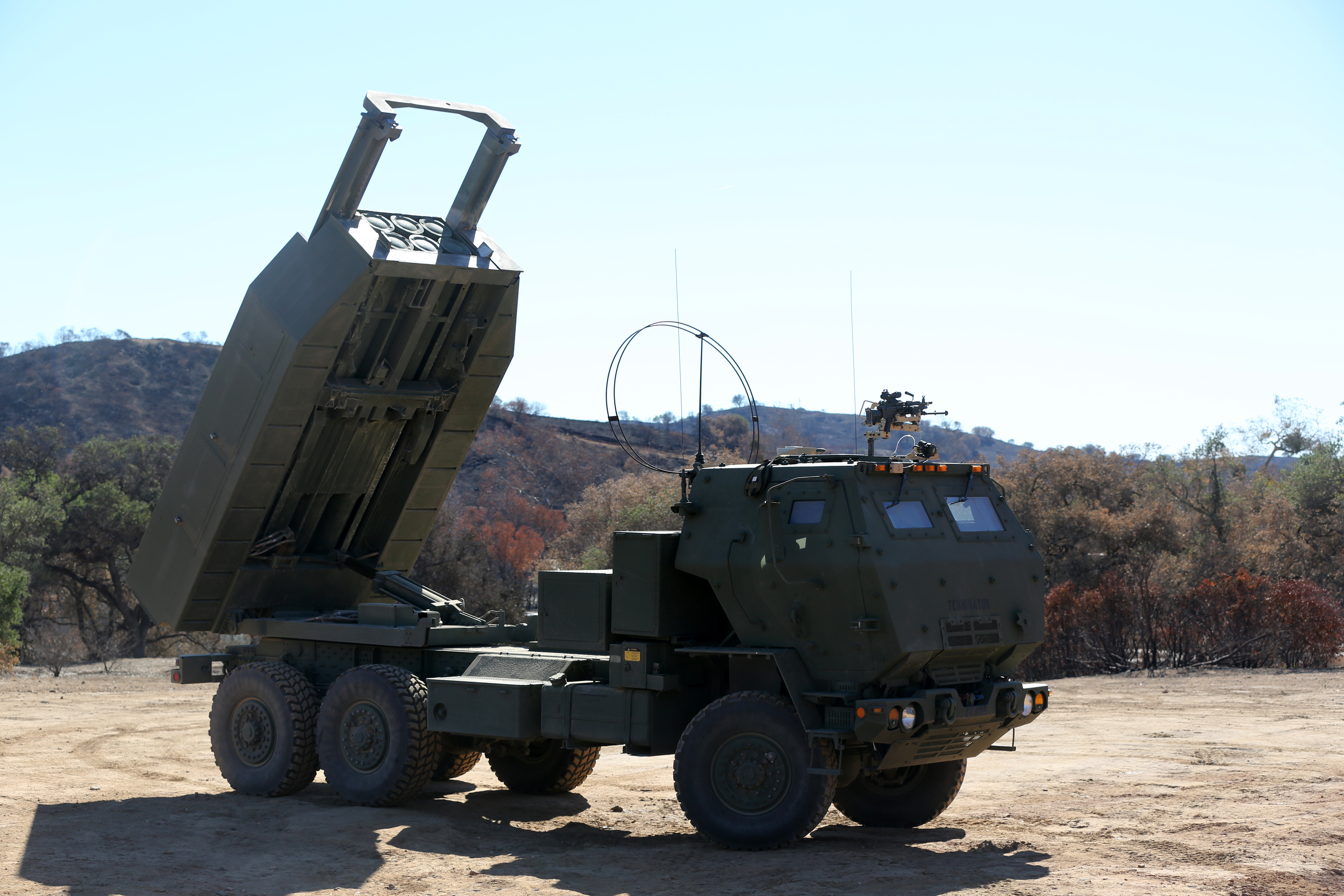
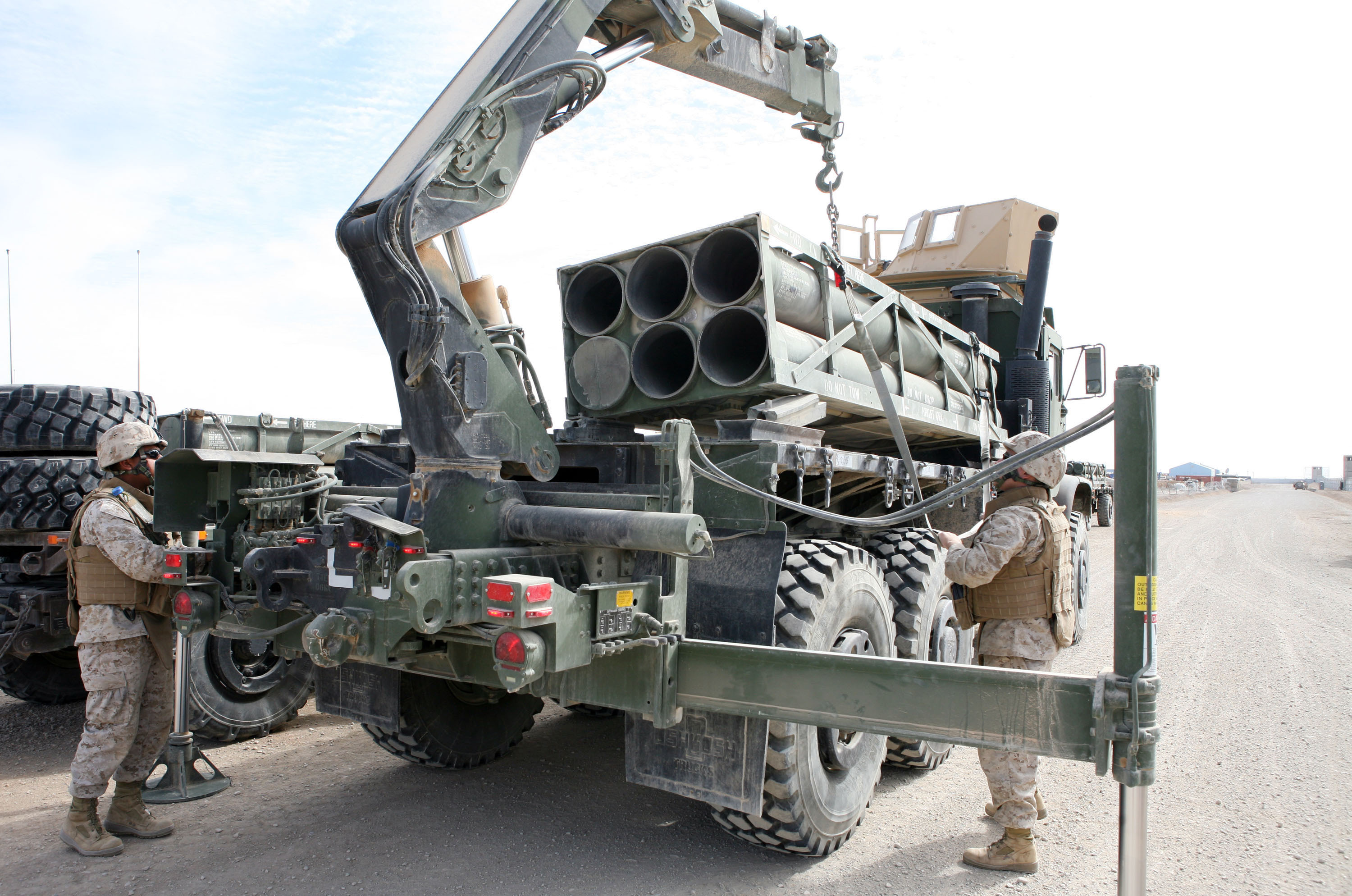
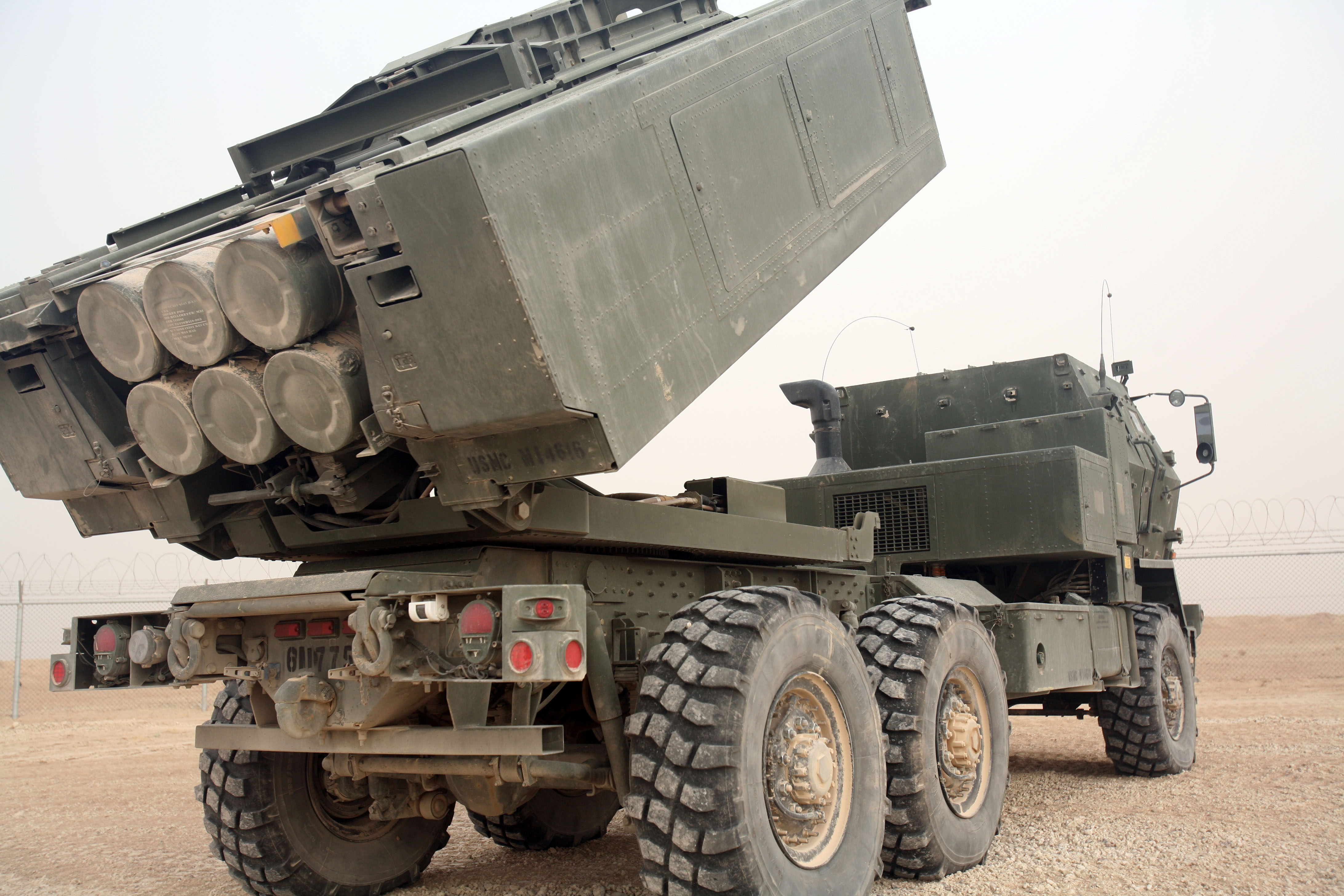
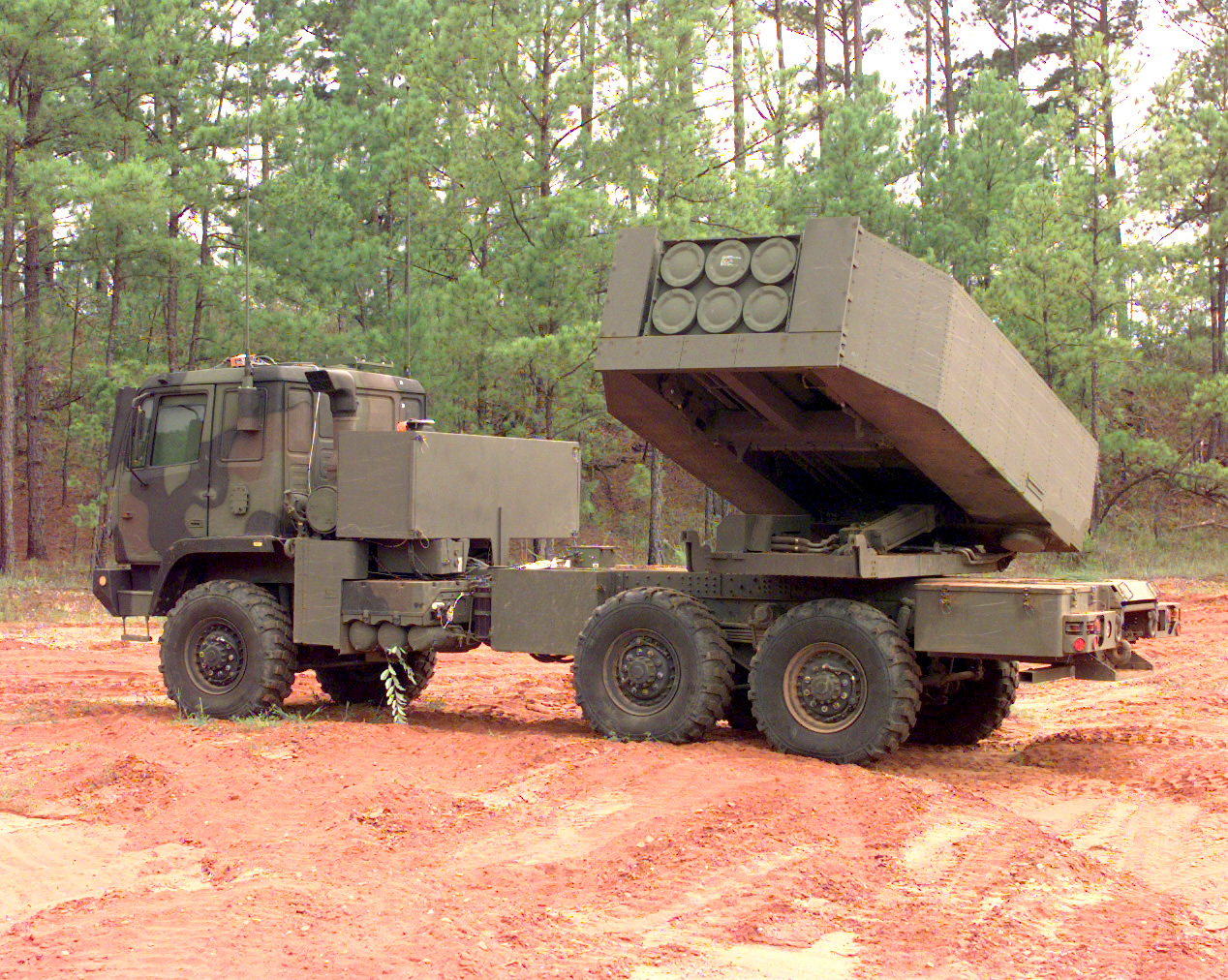
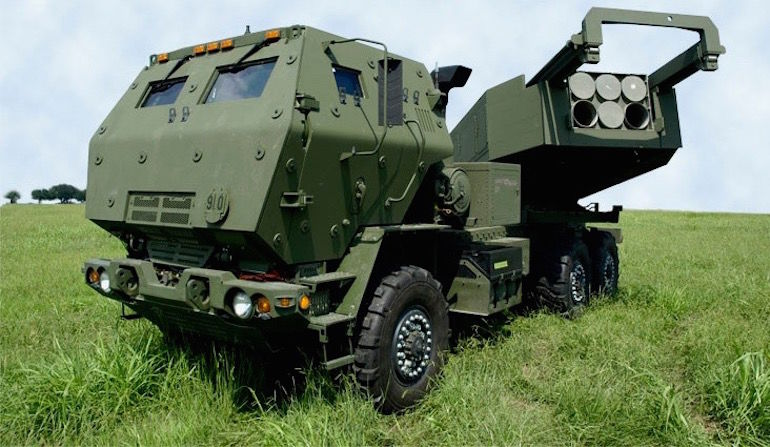
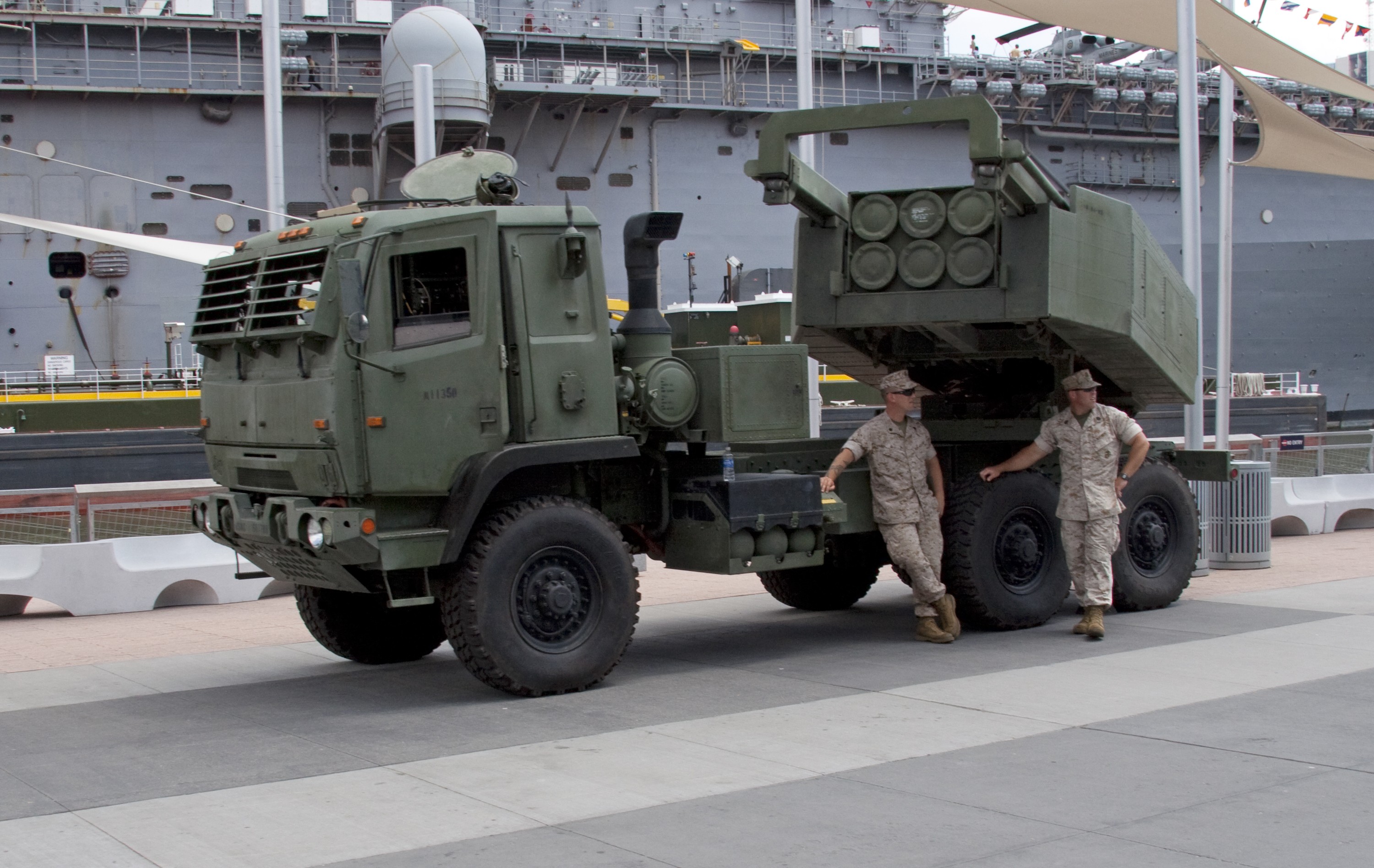
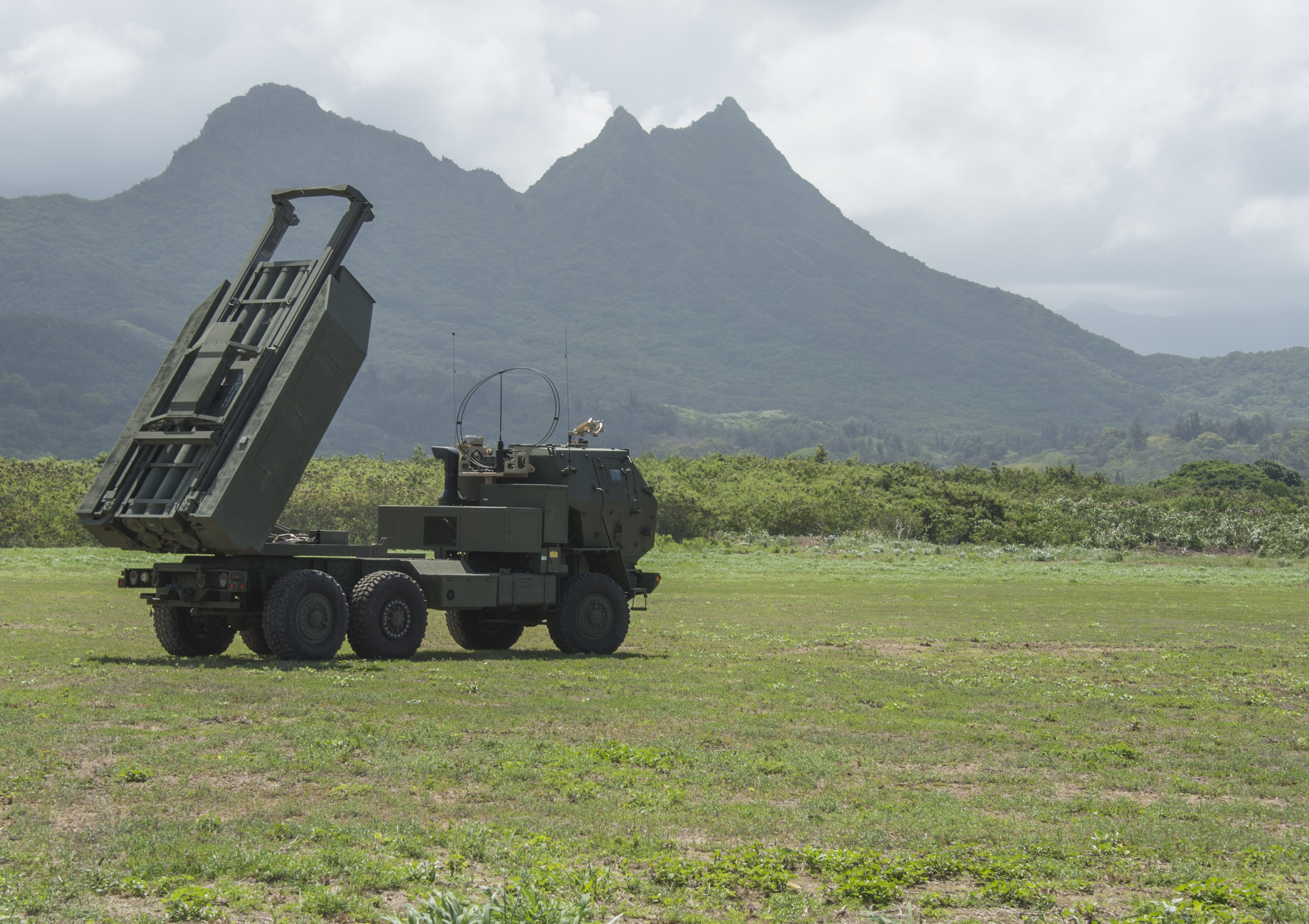
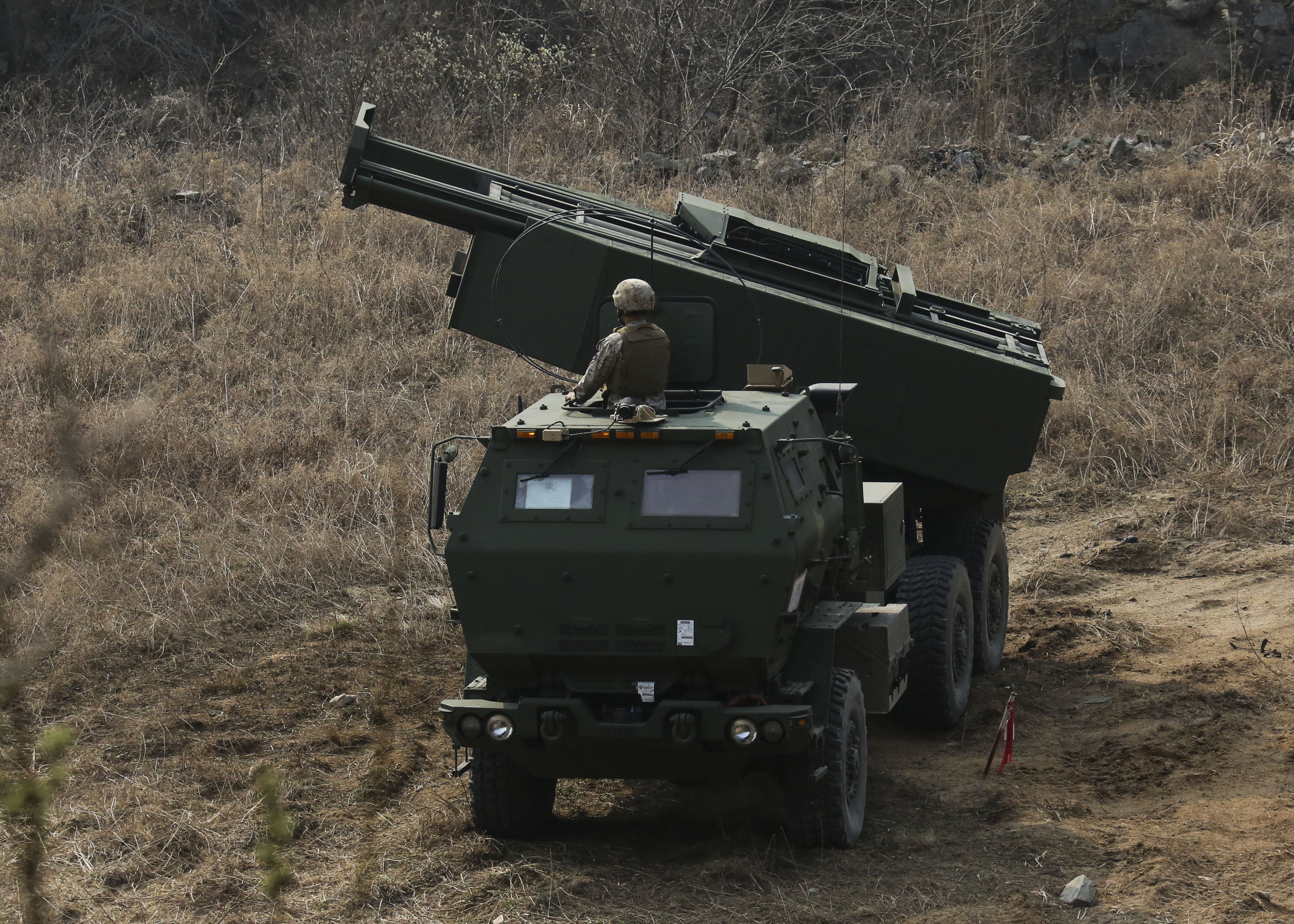
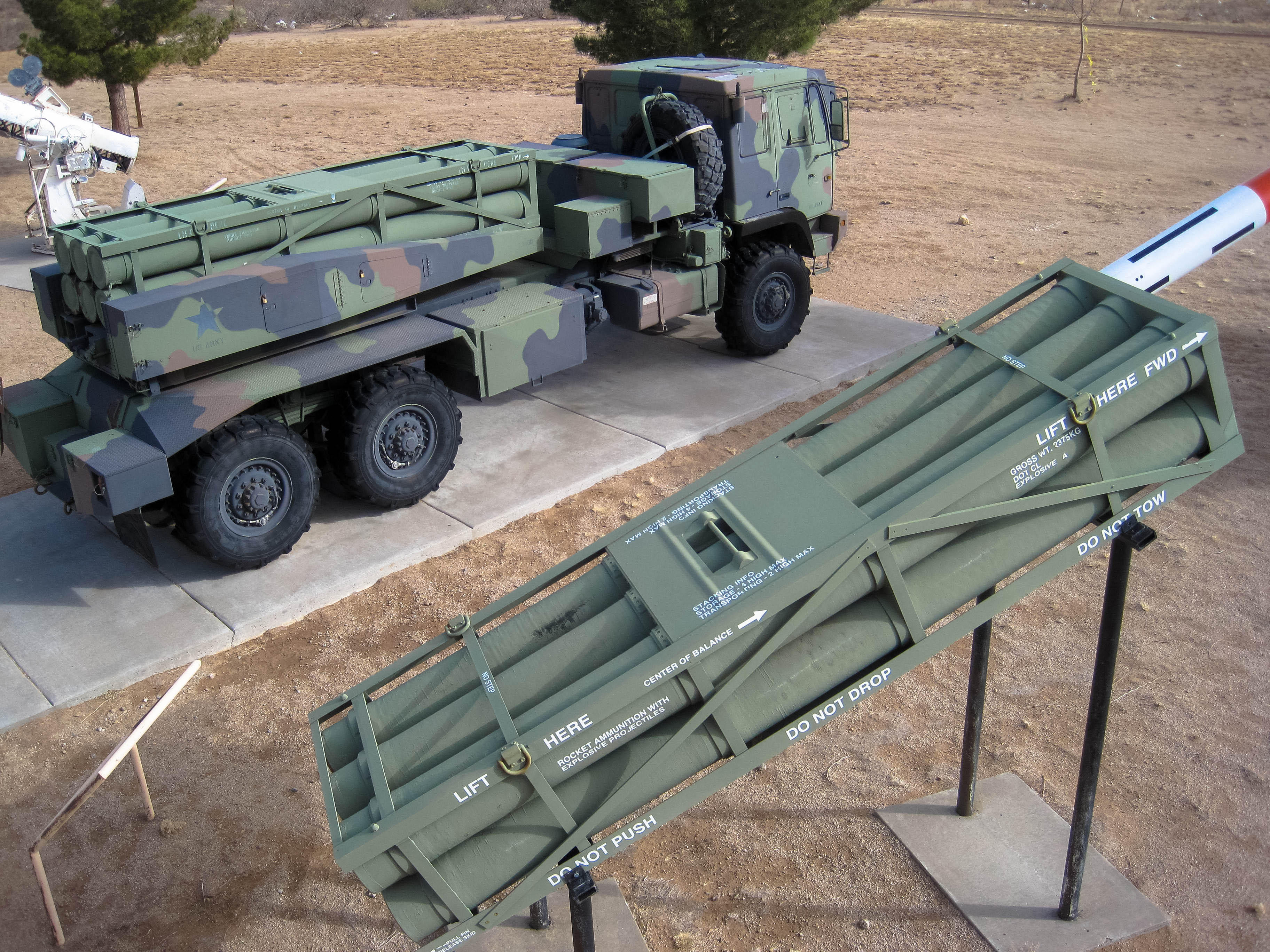
Camion de chargement et recharge de six missiles.